# Vladislav Baytsaev
Vladislav Baytsaev (né le 17 août 1990 à Digora) est un lutteur libre russe et hongrois depuis 2022.

## Palmarès

### Championnats d'Europe
- Médaille d'or dans la catégorie des moins de 97 kg en 2018 à Kaspiisk
- Médaille d'argent dans la catégorie des moins de 97 kg en 2022 à Budapest
- Médaille d'argent dans la catégorie des moins de 96 kg en 2011 à Dortmund
- Médaille de bronze dans la catégorie des moins de 96 kg en 2013 à Tbilissi
- Médaille de bronze dans la catégorie des moins de 97 kg en 2023 à Zagreb

### Jeux mondiaux militaires
- Médaille d'or dans la catégorie des moins de 125 kg en 2015 à Mungyeong
- Médaille de bronze dans la catégorie des moins de 97 kg en 2019 à Wuhan